# UEFA-CAF Meridian Cup
La UEFA-CAF Meridian Cup va ser una competició de futbol, organitzada conjuntament per la UEFA i la CAF on competien seleccions estatals de jugadors joves.
Va ser fundada el 1997. L'any 2001 el format canvià i s'establí una lligueta entre totes les seleccions. El 2007, quan es disputà a Barcelona, el format tornà a canviar i un equip de la UEFA jugà amb un equip de la CAF a dos partits, amb jugadors menors de 18 anys.

## Guanyadors

### Primer format
| Any  | Amfitrió   | Guanyador | 2n      | Resultat | 3r       | 4t     | Resultat  |
| ---- | ---------- | --------- | ------- | -------- | -------- | ------ | --------- |
| 1997 | Portugal   | Nigèria   | Espanya | 3-2      | Portugal | Grècia | 2-1       |
| 1999 | Sud-àfrica | Espanya   | Ghana   | 2-1      | Portugal | Egipte | 0-0 (3-1) |

### Segon format
| Any  | Amfitrió | Guanyador | 2n      | 3r       | 4t              |
| ---- | -------- | --------- | ------- | -------- | --------------- |
| 2001 | Itàlia   | Espanya   | Itàlia  | Portugal | República Txeca |
| 2003 | Egipte   | Espanya   | Suïssa  | França   | Anglaterra      |
| 2005 | Turquia  | França    | Turquia | Espanya  | Portugal        |

### Tercer format
| Any  | Amfitrió | Guanyador | 2n     | Resultat global | 1r partit | 2n partit |
| ---- | -------- | --------- | ------ | --------------- | --------- | --------- |
| 2007 | Espanya  | Europa    | Àfrica | 10-1            | 6-1       | 4-0       |